# Rio Turvo (vattendrag i Brasilien, Rio Grande do Sul)
Rio Turvo är ett vattendrag i Brasilien.   Det ligger i delstaten Rio Grande do Sul, i den södra delen av landet, 1 400 km sydväst om huvudstaden Brasília.
Omgivningarna runt Rio Turvo är en mosaik av jordbruksmark och naturlig växtlighet. Runt Rio Turvo är det ganska glesbefolkat, med 26 invånare per kvadratkilometer.